# Plagiohammus brasiliensis
Plagiohammus brasiliensis är en skalbaggsart som först beskrevs av Stefan von Breuning 1943.  Plagiohammus brasiliensis ingår i släktet Plagiohammus och familjen långhorningar. Inga underarter finns listade i Catalogue of Life.